# Río La Quiaca
El río La Quiaca, también conocido como río Villazón, es un río de reducido caudal que forma frontera natural entre Argentina y Bolivia. Se encuentra altamente contaminado a su paso por las ciudades fronterizas de La Quiaca y Villazón, ubicadas en sus márgenes derecha e izquierda, respectivamente.
Entre ambas ciudades, cruzando el río, se encuentra el Puente internacional Horacio Guzmán, que es el único paso habilitado entre la provincia argentina de Jujuy y el departamento boliviano de Potosí.
Este río nace en Toquero y corre de oeste a este. Luego de pasar por La Quiaca toma rumbo norte hacia Bolivia. Tiene como afluentes los arroyos de Tafna, la Ciénaga, Sansana, Yavi y Yavi Chico. Desemboca en el río San Juan del Oro que a su vez se une al río Cotagaita para formar el río Camblaya que con el nombre de río Pilaya termina en el río Pilcomayo y forma parte de la Cuenca del Plata.
La Gendarmería Nacional Argentina, a través de la Patrulla Ambiental del Escuadrón La Quiaca se encuentra abocada al proyecto de limpieza del río.